# Eleccions legislatives portugueses de 2022
Les Eleccions legislatives portugueses de 2022 es van celebrar de manera anticipada el 30 de gener per triar els 230 membres de l'Assemblea de la República en la seva 15a legislatura.

## Context
El 27 d'octubre de 2021, l'Assemblea va rebutjar els pressupostos de l'Estat proposats pel govern socialista, amb el vot en contra tant del Bloc d'Esquerra (BE) com del Partit Comunista (PCP), que havien donat suport al govern fins llavors. En conseqüència, el 4 de novembre de 2021 el President Marcelo de Sousa va anunciar eleccions anticipades. El Partit Socialista (PS) del primer ministre en funcions, António Costa, va aconseguir un govern majoritari inesperat a l'Assemblea, el segon en la història del partit. També van obtenir bons resultats Chega, que aconseguiria la tercera posició amb 12 escons, i Iniciativa Liberal (IL) en quarta posició, guanyant 8 escons i el 4,9% dels vots. La resta de partits van patir pèrdues, especialment l'esquerra amb una davallada de vint escons entre el BE i el PCP.
Després de polèmiques i acusacions a causa del recompte de paperetes d'ultramar, el Tribunal Constitucional va obligar a repetir les eleccions a la circumscripció electoral europea, que triava dos diputats. Per tant, la presa de possessió del nou Parlament i Govern es va retardar un mes i mig. Els resultats finals i certificats de les eleccions van ser publicat al diari oficial, Diário da República, el 26 de març de 2022.

## Resultats
|                               |                                     |            |       |           |     |
| Partit                        | Partit                              | Vots       | %     | Escons    | +/- |
|                               | Partit Socialista (PS)              | 2,301,887  | 41.37 | 120 / 230 | 12  |
|                               | Partit Socialdemòcrata (PSD)        | 1,539,189  | 27.67 | 72 / 230  | 2   |
|                               | Chega! (CH)                         | 399,510    | 7.18  | 12 / 230  | 11  |
|                               | Iniciativa Liberal (IL)             | 273,399    | 4.91  | 8 / 230   | 7   |
|                               | Bloc d'Esquerra (BE)                | 244,596    | 4.40  | 5 / 230   | 14  |
|                               | Coalició Democràtica Unitària (CDU) | 238.962    | 4.30  | 6 / 230   | 6   |
|                               | Persones-Animals-Natura (PAN)       | 88,127     | 1.58  | 1 / 230   | 3   |
|                               | CDS-Partit Popular (CDS/PP)         | 89,113     | 1.60  | 0 / 230   | 5   |
|                               | Livre                               | 71,196     | 1.28  | 1 / 230   | =   |
|                               | Madeira Primer                      | 50,634     | 0.91  | 3 / 230   | =   |
|                               | Aliança Democràtica (AD)            | 28,520     | 0.51  | 2 / 230   | =   |
|                               | Reaccionar, Incloure, Reciclar      | 23,232     | 0.42  | 0         | =   |
|                               | PCTP-MRPP                           | 11,267     | 0.20  | 0         | =   |
|                               | Alternativa Nacional Democràtica    | 10,935     | 0.20  | 0         | =   |
|                               | Junts pel Poble                     | 10,911     | 0.20  | 0         | =   |
|                               | Partit de la Terra                  | 7,571      | 0.14  | 0         | =   |
|                               | Volt Portugal                       | 6,245      | 0.11  | 0         | =   |
|                               | Moviment Alternativa Socialista     | 6,181      | 0.11  | 0         | =   |
|                               | Ergue-te                            | 5,017      | 0.09  | 0         | =   |
|                               | Nosaltres, Ciutadans                | 5,017      | 0.07  | 0         | =   |
|                               | Partit Laborista Portuguès          | 3,616      | 0.06  | 0         | =   |
|                               | Aliança                             | 2,470      | 0.04  | 0         | =   |
|                               | Partit Popular Monàrquic            | 260        | 0.00  | 0         | =   |
|                               |                                     |            |       |           |     |
| Vots vàlids                   | Vots vàlids                         | 5,416,752  | 97.37 |           |     |
| Vots nuls                     | Vots nuls                           | 83,704     | 1.50  |           |     |
| Vots en blanc                 | Vots en blanc                       | 63,041     | 1.13  |           |     |
| Total                         | Total                               | 5,647,496  | 100   | 230       | =   |
| Registrats / Participació     | Registrats / Participació           | 10,820,337 | 52.19 |           |     |
| Font: Secretaria Geral do MAI |                                     |            |       |           |     |